# Central hidroeléctrica Quilleco
La Central hidroeléctrica Quilleco es una central hidroeléctrica de pasada. Está ubicada a 35 km al este de la ciudad de Los Ángeles, en la comuna de Quilleco, Región del Bío-Bío de Chile. La central usa el agua del Río de La Laja. Fue construida por Colbún S.A. e inició su funcionamiento en el año 2007. Es propiedad de Colbún.

## Características técnicas
La capacidad de generación instalada es de 70 (71) MW para generar una energía media anual de 422 GWh, producidos por dos turbinas Francis. La central dispone de una caída de 59,4 m y posee un caudal de diseño de 130 m³/s.
La bocatoma Quilleco se encuentra cerca de la central hidroeléctrica Rucúe. El canal de aducción tiene una longitud de 7,6 km.

## Diversos
El costo total del proyecto se estimó en 79,6 Mio. USD.
La central participa en la transacción de reducción de emisiones de CO2, certificadas bajo el estándar del Mecanismo de desarrollo limpio (MDL) de la Naciones Unidas.